# Dominic Hackl
Dominic Hackl (* 8. November 1996 in Wien) ist ein österreichischer Eishockeyspieler, der seit Juli 2014 bei den Vienna Capitals aus der Österreichischen Eishockey-Liga unter Vertrag steht.

## Karriere
Hackl begann seine Karriere in den Jugendmannschaften der Vienna Capitals. Seinen ersten Einsatz in der Erste Bank Eishockey Liga bekam er in einem Playoff-Spiel in der Saison 2013/14 gegen den EC VSV.
Fortan spielte er abwechselnd in der U20-Mannschaft und in der Kampfmannschaft. Die erste komplette Spielzeit in der Österreichischen Eishockey-Liga absolvierte er in der Saison 2016/17, als er mit den Caps österreichischer Meister wurde. Hackl zeigte in der kommenden Saison konstante Leistungen und wurde weitgehend im Penalty Kill (Unterzahl) eingesetzt.

### International
Hackl nahm für Österreich im Juniorenbereich an der U18-Weltmeisterschaft 2014 und der U20-Weltmeisterschaft 2015 jeweils in der Division I teil.
In der Spielzeit 2016/17 debütierte er in der Nationalmannschaft der Herren. Er nahm im August 2021 an der Olympiaqualifikation für die Winterspiele 2022 in Peking teil. Zu seinem ersten großen Turnier kam er bei der Weltmeisterschaft 2022.

## Erfolge und Auszeichnungen
- 2017 Österreichischer Meister mit den Vienna Capitals

## Karrierestatistik
(Legende zur Spielerstatistik: Sp oder GP = absolvierte Spiele; T oder G = erzielte Tore; V oder A = erzielte Assists; Pkt oder Pts = erzielte Scorerpunkte; SM oder PIM = erhaltene Strafminuten; +/− = Plus/Minus-Bilanz; PP = erzielte Überzahltore; SH = erzielte Unterzahltore; GW = erzielte Siegtore; 1 Play-downs/Relegation; Kursiv: Statistik nicht vollständig)